# Barry Thom
Barry Thom es un deportista neozelandés que compitió en vela en la clase Laser. Ganó una medalla de plata en el Campeonato Mundial de Laser de 1976.

## Palmarés internacional
| Campeonato Mundial | Campeonato Mundial | Campeonato Mundial | Campeonato Mundial |
| Año                | Lugar              | Medalla            | Clase              |
| ------------------ | ------------------ | ------------------ | ------------------ |
| 1976               | Kiel (RFA)         | Medalla de plata   | Laser              |